# Eumops glaucinus
Eumops glaucinus är en fladdermusart som först beskrevs av Wagner 1843.  Eumops glaucinus ingår i släktet Eumops och familjen veckläppade fladdermöss. IUCN kategoriserar arten globalt som livskraftig.
Inga underarter finns listade i Catalogue of Life. Wilson & Reeder (2005) skiljer mellan två underarter.
Med en kroppslängd av cirka 13,5 cm (inklusive svans) och en vikt av 30 till 46,5 g är arten medelstor i släktet Eumops. Den har brungrå till svartaktig eller kastanjebrun päls på ovansidan och en ljusare undersida. Arten har liksom andra medlemmar av släktet stora öron med en 4 till 5 mm stor broskig flik (tragus). Svansen är längre än flygmembranen mellan bakbenen (uropatagium). Hos Eumops glaucinus förekommer en myskliknande kroppslukt.
Denna fladdermus förekommer från södra Mexiko till norra Argentina. En avskild population finns i Florida (USA). Arten lever i olika habitat och den besöker även människans samhällen.
En hane, några honor och deras ungar bildar en flock. De vilar bland annat i trädens håligheter. Under den kalla årstiden kan de vara slö men de håller ingen vinterdvala. Eumops glaucinus jagar insekter.
För att hitta sina byten använder den ekolokalisering på en 3 till 5 meter lång sträcka. Fladdermusen blir själv jagad av sparvfalk och tornuggla. Honor kan para sig hela året. Vanligen föds en unge per kull som diar sin mor 5 till 6 veckor.